# Crinitzer Wasser
Das Crinitzer Wasser (auch Crinitzbach genannt) ist ein etwa 14 km langer, linker Zufluss des Rödelbachs, welcher in die Zwickauer Mulde mündet. Er liegt im südlichen Landkreis Zwickau im Freistaat Sachsen.

## Verlauf
Das Crinitzer Wasser entspringt im Wald nördlich von Rothenkirchen und fließt im weiteren Verlauf nach Norden durch das parallel zum Rödelbach verlaufende Crinitztal. Dabei passiert es die Crinitzberger Ortsteile Herlagrün, Obercrinitz, Lauterhofen und den Kirchberger Ortsteil Wolfersgrün. Nördlich von Wolfersgrün wurde der Bach im Mündungsbereich des Hirschfelder Wassers zur Talsperre Wolfersgrün gestaut. Danach fließt der Crinitzbach durch den Hirschfelder Ortsteil Niedercrinitz und mündet im Kirchberger Ortsteil Cunersdorf in den Rödelbach.

### Zuflüsse
Das Crinitzer Wasser liegt wie seine Nebenflüsse im Kirchberger Granitgebiet. Auffallend ist der Verlauf von Stangengrüner Bach und Crinitzbach in Süd-Nord-Richtung parallel zum östlich liegenden Rödelbach und seinem Zufluss, dem Giegengrüner Bach. Einige Zuflüsse zeichnen sich durch zahlreiche Quellbäche aus.

#### Rechte Zuflüsse
- Lohbach (Niedercrinitz): Das Gewässer entspringt nordöstlich von Wolfersgrün, wird zum Filzteich (bei Niedercrinitz) gestaut und mündet südlich von Niedercrinitz in das Crinitzer Wasser.

#### Linke Zuflüsse
- Lohbach (Obercrinitz): Der Bach entspringt in einem Tal westlich von Obercrinitz mit mehreren Quellarmen und mündet in Lauterhofen in das Crinitzer Wasser.
- Burkertsbach: Der Burkertsbach hat seine Quelle nördlich der Obercrinitzer Steffenhäuser. Östlich von Stangengrün wird er zum Herrenteich gestaut. Er mündet am südlichen Ende von Wolfersgrün in das Crinitzer Wasser.
- Hirschfelder Wasser: Das Hirschfelder Wasser besitzt zwei Quellarme.

Der westliche Arm ist der Irfersgrüner Bach, welcher zwischen der A72 im Westen und den Lengenfelder Ortsteil Irfersgrün im Osten entspringt. Im Ortszentrum von Irfersgrün nimmt der Bach den südlich des Orts entspringenden Lohbach (Irfersgrün) auf, der kurz vorher zum Großen Teich gestaut wurde. Der Irfersgrüner Bach fließt im weiteren Verlauf nach Osten bis zum Zusammenfluss mit dem Stangengrüner Bach.
Der südliche Arm ist der Stangengrüner Bach. Er hat seine Quelle am südlichen Ende von Stangengrün, durchfließt den gesamten Ort in einem linken Paralleltal zum Crinitzer Wasser und Rödelbach.
Südöstlich von Hirschfeld fließen Irfersgrüner und Stangengrüner Bach zusammen und werden nun Hirschfelder Wasser genannt. Dieses verläuft nun südlich an Hirschfeld vorbei und mündet nördlich von Wolfersgrün in der Talsperre Wolfersgrün in das Crinitzer Wasser.
- Voigtsbach: Der Voigtsbach entspringt in Voigtsgrün nordwestlich des Hirschfelder Tierparks. Er fließt nördlich an Hirschfeld vorbei und mündet wie der Niedercrinitzer Lohbach südlich von Niedercrinitz in das Crinitzer Wasser.

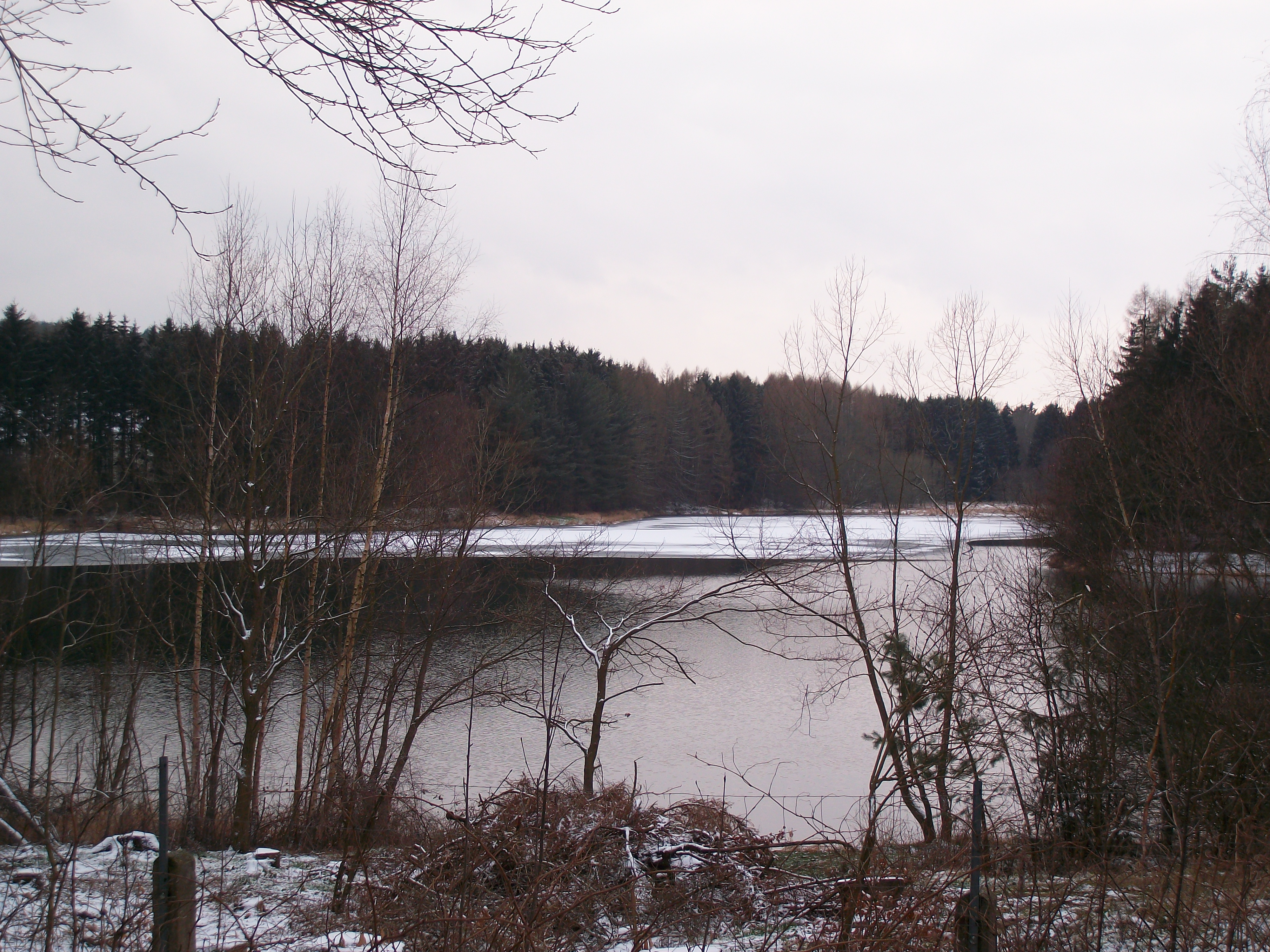
Talsperre Wolfersgrün
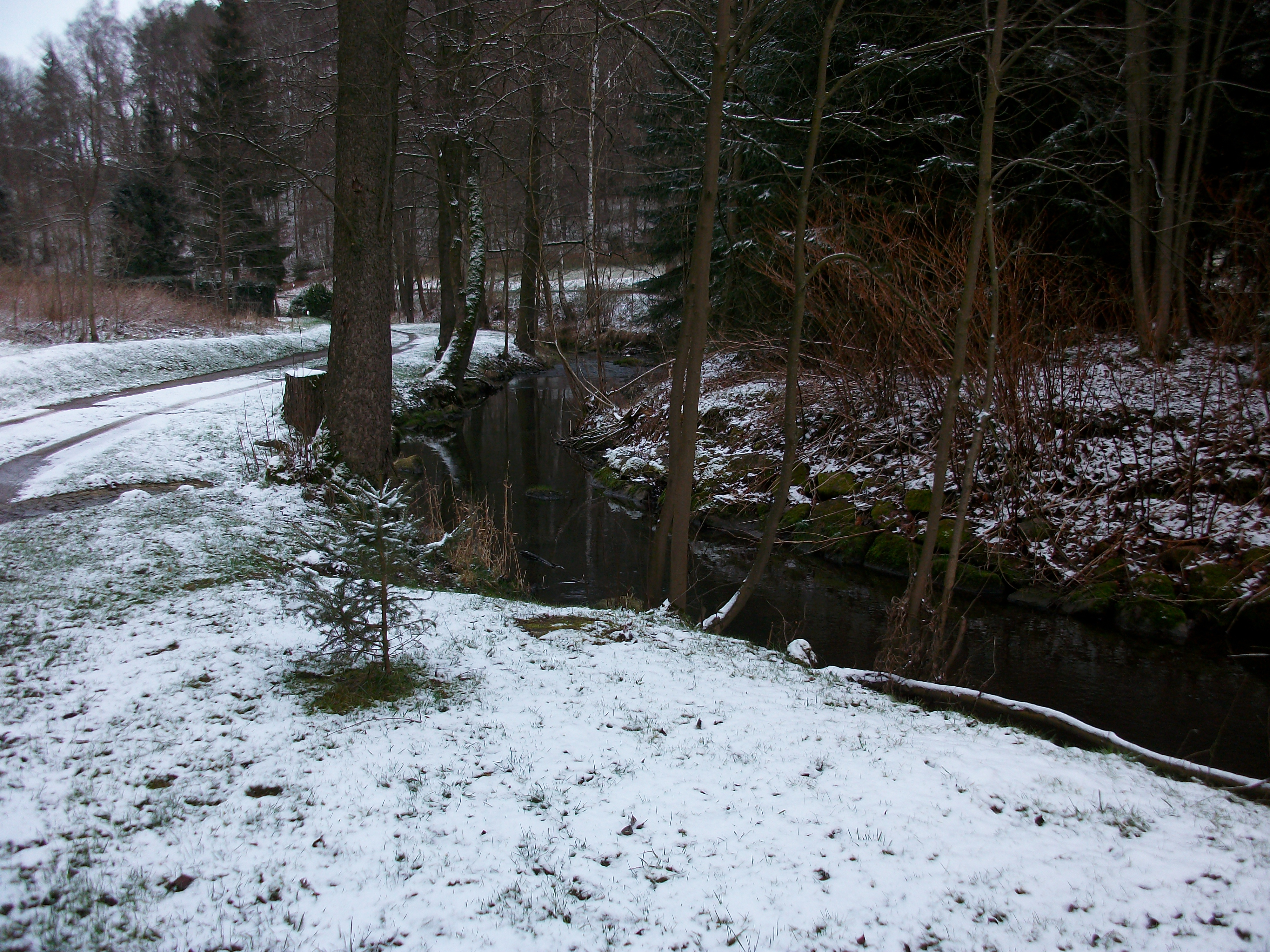
Crinitzer Wasser bei den Quarksteinen
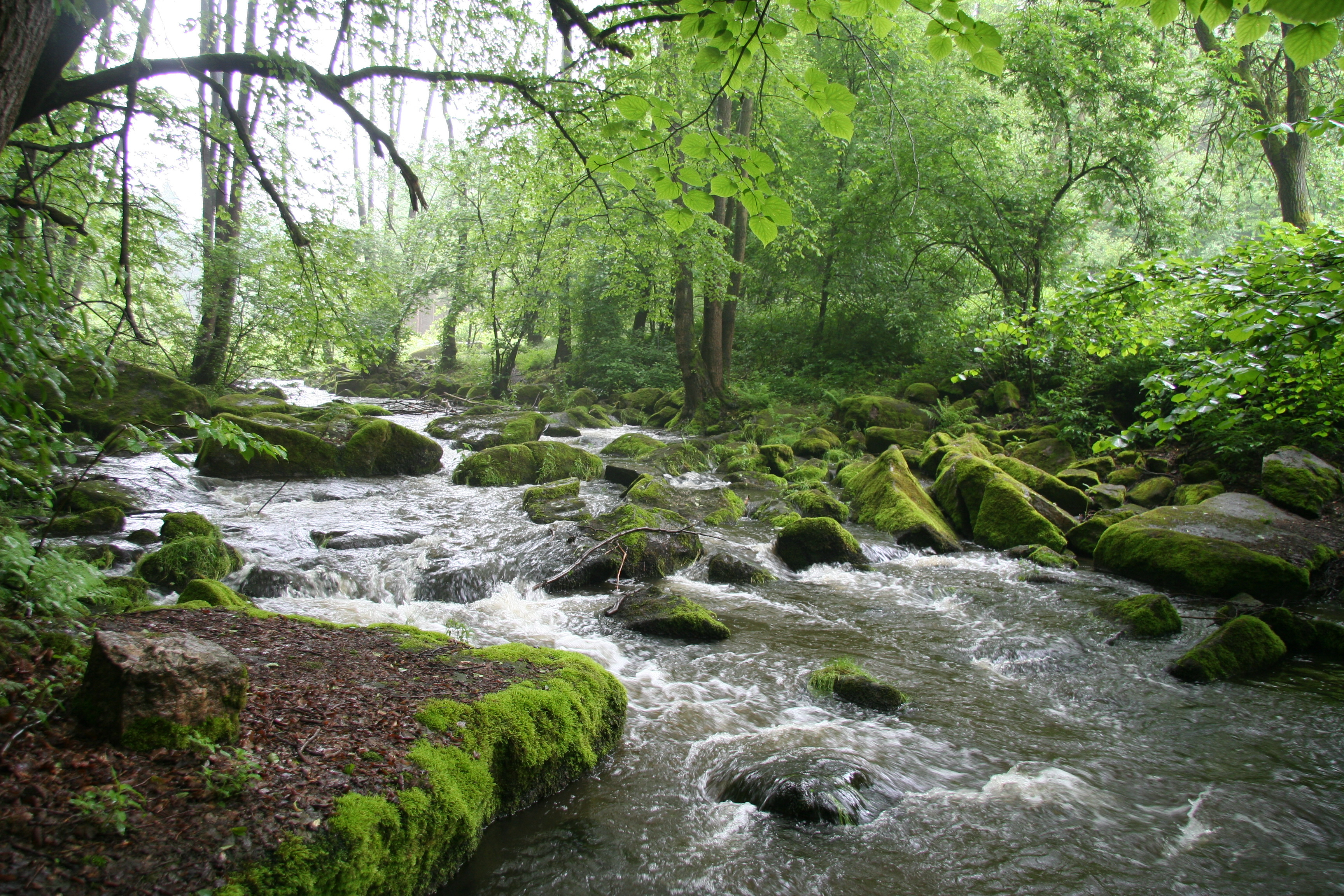
Crinitzer Wasser bei den Quarksteinen
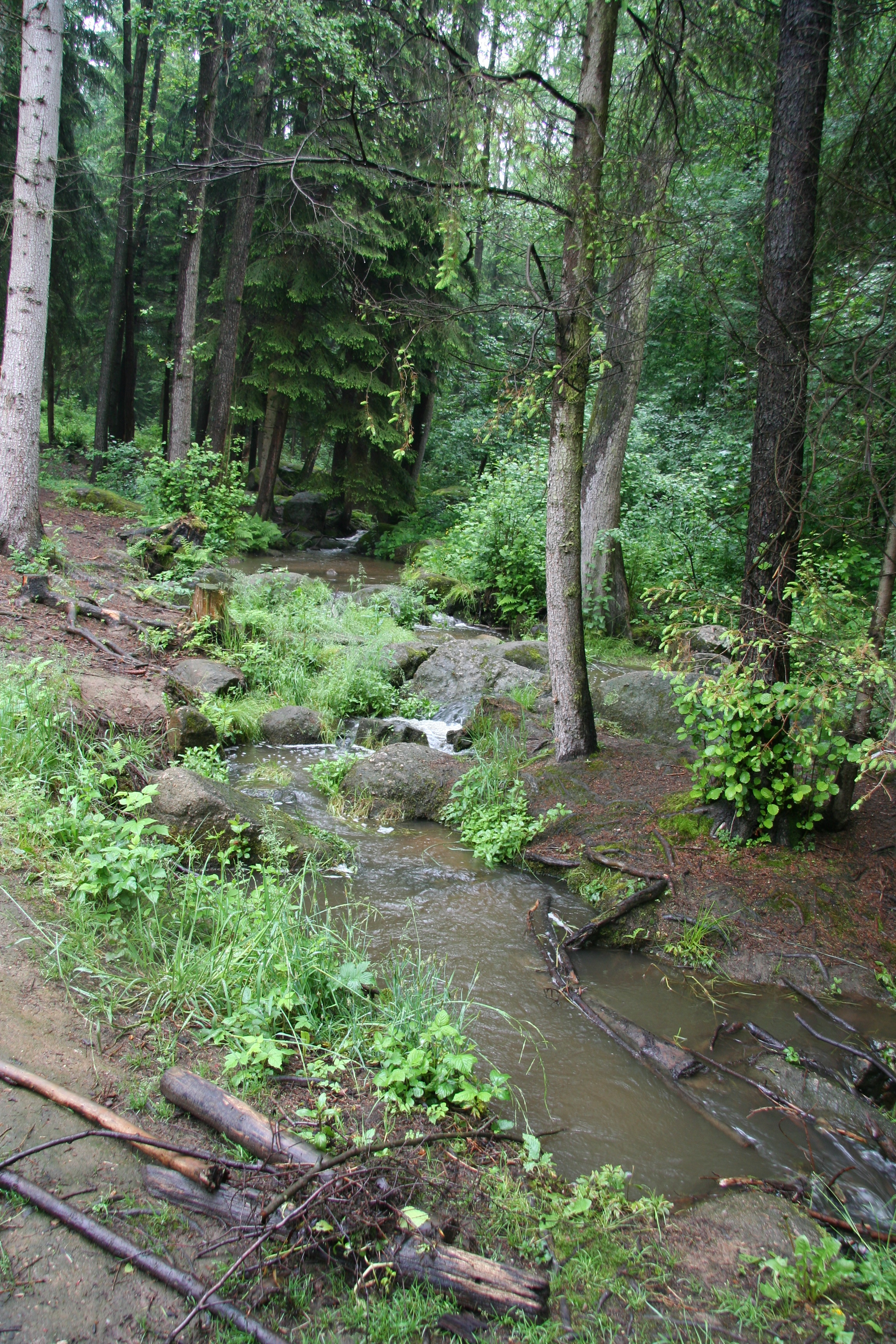
Der Voigtsbach nahe der Mündung

## Geschichte
Zur besseren Trinkwasserversorgung des Zwickauer Raums plante man in den 1940er Jahren, das Crinitzer Wasser oberhalb der Quarksteine zwischen Wolfersgrün und Niedercrinitz zu einer Talsperre aufzustauen. Realisiert wurde von den Plänen allerdings nur eine Vorsperre, die heutige Talsperre Wolfersgrün.
Siehe auch: Liste der Gewässer in Sachsen